# إدارة سان ماركوس
إدارة سان ماركوس (بالإنجليزية: San Marcos Department)‏ هي إداراة في غواتيمالا، تتبع غواتيمالا، بلغ عدد سكانها 995742 نسمة، في 2003، عاصمتها سان ماركوس (غواتيمالا)، تبلغ مساحتها 3791 كيلومتر مربع.

## الموقع
تشترك في الحدود مع:
- تشياباس.